# Nikolai Nikolajewitsch Romanow (1856–1929)

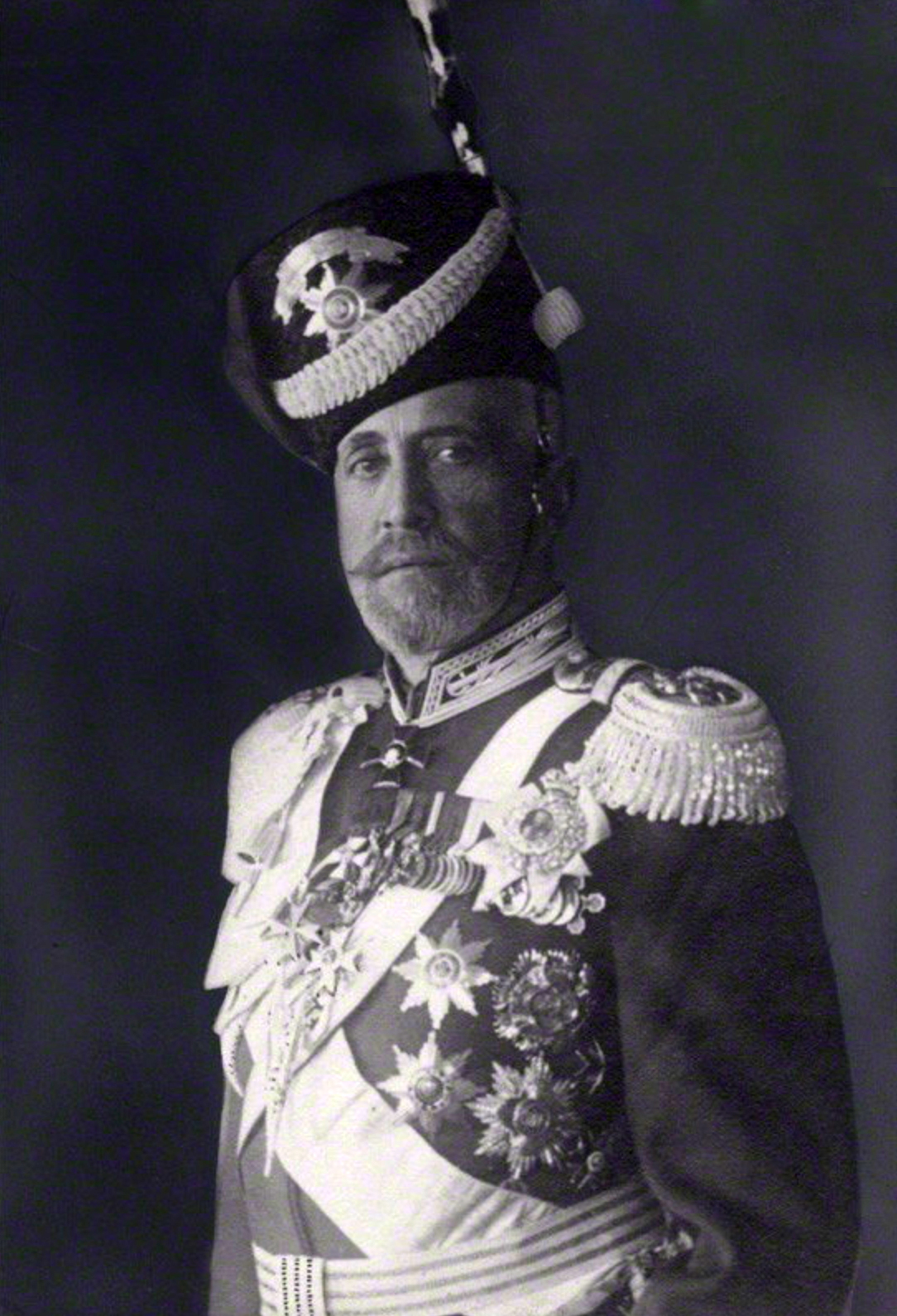
Großfürst Nikolai Nikolajewitsch der Jüngere

Nikolai Nikolajewitsch Romanow, auch Nikolai Nikolajewitsch der Jüngere genannt, (russisch Николай Николаевич Романов, Николай Николаевич Младший; * 6. Novemberjul. / 18. November 1856greg. in Sankt Petersburg; † 6. Januar 1929 in Antibes) war ein russischer General und Großfürst aus der Zarenfamilie Romanow. Er war Oberbefehlshaber der russischen Streitkräfte im Ersten Weltkrieg.

## Leben

### Herkunft und Ausbildung
Nikolai Nikolajewitsch war der älteste Sohn von Großfürst Nikolai Nikolajewitsch, dem dritten Sohn von Zar Nikolaus I. und dessen Frau, Großfürstin Alexandra Petrowna, geborene Prinzessin Alexandra von Oldenburg. Innerhalb der Familie wurde er Nikolasha genannt.
Nach einer militärischen Ausbildung begann er seine Karriere im Gardehusarenregiment und diente im Russisch-Türkischen Krieg 1877–1878 im Stab seines Vaters. 1878 wurde er mit dem Sankt Georgskreuz ausgezeichnet.
1884 wurde er Chef des Garde-Husaren-Regiments. 1895 ernannte man ihn zum Generalinspekteur der Kavallerie. Im Russisch-Japanischen Krieg 1904 erhielt er kein Frontkommando, sondern fand ab 1905 Verwendung als Oberbefehlshaber des St. Petersburger Militärbezirks, wo man ihm die Verantwortung für die Sicherheit der Hauptstadt übertrug. Die Unterstützung der Reformpläne Sergei Wittes brachte ihm jedoch die Feindschaft der Zarin und der Politiker der äußersten Rechten ein.
1907 heiratete er Anastasia von Montenegro (1868–1935) in Jalta auf der Krim, eine Tochter Fürst Nikolas von Montenegro. Die Ehe blieb kinderlos. Beide waren tief religiöse orthodoxe Christen mit einer Neigung zum Okkultismus und zur Mystik. Außerdem war Nikolai Nikolajewitsch ein begeisterter Freund der Hasenhetze, die er auf seinem 1887 erworbenen, 3000 ha umfassenden Gut Perchino an der Upa häufig praktizierte. Dort unterhielt er auch eine umfangreiche Barsoizucht, die weit über Russland hinaus bekannt war. Mit den Hunden betrieb er Parforcejagd auf Wölfe. In Sankt Petersburg bewohnte er ein Palais am Ufer der Newa gegenüber dem Sommergarten. Dort befand sich seine beträchtliche Kunstsammlung, vorwiegend von Gegenständen aus Porzellan.

### Der Erste Weltkrieg

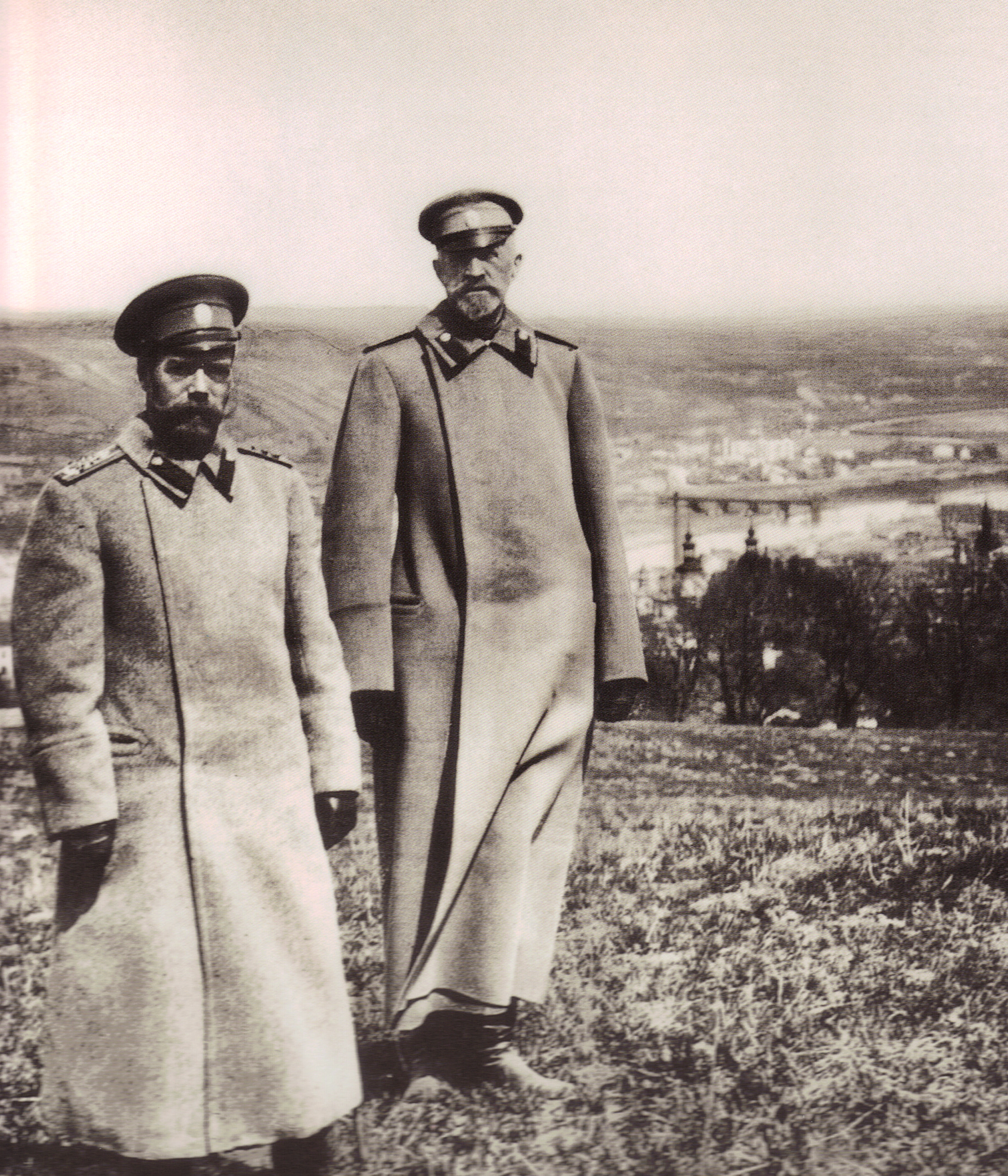
Nikolai Nikolajewitsch und Zar Nikolaus II. 1915 im Ersten Weltkrieg

Großfürst Nikolai war einer der treibenden Köpfe für den Krieg gegen Deutschland. Dazu leitete er die enge militärische Zusammenarbeit mit Frankreich ein. Sein Ziel war die Zerschlagung des Deutschen Reiches, um dem Kaiserreich Österreich-Ungarn die Schutzmacht zu nehmen und damit die Herrschaft über den Balkan zu entreißen. Damit wären die Voraussetzungen für eine Zerschlagung des Osmanischen Reiches gegeben, und die Dardanellen wären für immer in Russlands Gewalt. „Der Weg zu den Dardanellen führt durch das Brandenburger Tor!“ lautete ein geflügeltes Wort in St. Petersburger Salons.
Beim Ausbruch des Ersten Weltkriegs 1914 wurde er in seiner Eigenschaft als Oberkommandierender der Gardetruppen und des Militärbezirks Sankt Petersburg automatisch Oberkommandierender der 6. Armee. Obwohl er nie eine Armee im Feld kommandiert hatte, ernannte ihn nach einigem Zögern am 20. Julijul. / 2. August 1914greg. um 14 Uhr sein Neffe Zar Nikolaus II. zum Oberbefehlshaber (Generalissimus) der russischen Streitkräfte.
Nikolai Nikolajewitsch nahm die Ernennung an, erklärte aber zugleich, dass er sich unvorbereitet und sehr unsicher fühle. Er sollte unverzüglich einen Aufmarschplan ausführen, den er nicht kannte. Gleichzeitig bat er selbst den Zaren um das Versprechen, keinen Frieden zu schließen, auch wenn Sankt Petersburg, Moskau, die Wolga, der Ural und selbst Sibirien verloren gehen sollten. Der Zar versprach es feierlich.
Als am nächsten Tag im Winterpalast das Manifest des Zaren verlesen wurde, warf er demonstrativ ein Bündel Ordensbänder mit deutschen Orden quer über den Hofplatz, was Befremden hervorrief. Sein provisorisches Hauptquartier schlug er zunächst im Snamenka-Schloss seines Bruders auf, bevor er nach Baranowitschi umzog.
Er war letztlich ein eher nomineller Oberbefehlshaber, dem es nicht gelang, im Oberkommando eine kohärente Strategie durchzusetzen. Nach ersten Anfangserfolgen der russischen Südwestfront gegen die Österreicher in Galizien folgten schwere Rückschläge der Nordwestfront gegen die Deutschen in Ostpreußen. Die siegreiche Abwehr eines deutschen Angriffes auf Warschau, der in der Schlacht an der Weichsel im Oktober 1914 durch rechtzeitige Truppenkonzentration erreicht wurde, zeigte jedoch seine operative Befähigung. Hierfür wurde er mit dem Russischen Orden des Heiligen Georg III. Klasse ausgezeichnet.
Schlechte Koordination und fehlende Ausrüstung beim Heer führten im Mai und Juli 1915 zu schweren Niederlagen gegen die Mittelmächte, welche die Stawka im Sommer 1915 dazu zwang, den Großen Rückzug nach Osten einzuleiten. Dieser Misserfolg und seine Feindschaft zu Rasputin führte schließlich dazu, dass ihn der Zar am 21. August 1915 ablöste und selbst das Oberkommando übernahm.
Großfürst Nikolai wurde zum Statthalter in Kaukasien ernannt und als Befehlshaber an die Kaukasusfront versetzt, wo er gegen die Streitkräfte des Osmanischen Reiches erfolgreicher war. Im Februar 1916 eroberte der ihm unterstellte General Judenitsch Erzurum und im April General Ljachow Trapezunt.
Die Februarrevolution beendete seine militärische Karriere. Am 2. März 1917 ernannte ihn zwar der Zar gleichzeitig mit seiner eigenen Abdankung erneut zum Oberbefehlshaber, und am 10. März traf Nikolai Nikolajewitsch im Hauptquartier in Mogilew ein. Schon am 11. März erhielt er jedoch einen Brief von Ministerpräsident Fürst Lwow, der ihm nahelegte, auf den Posten des Höchstkommandierenden zu verzichten.

### Das Exil
Nach dem Waffenstillstand von 1917 in Brest-Litowsk zog sich Großfürst Nikolai in sein Anwesen auf der Krim zurück. Die Bolschewisten stellten ihn unter Hausarrest, aus dem er 1918 von deutschen Truppen befreit wurde. Nach dem Waffenstillstand vom November 1918 übergaben ihn die Deutschen an Großbritannien.
1919 konnte das Ehepaar auf dem britischen Schlachtschiff HMS Marlborough kurz vor dem Einmarsch der Roten Armee mit Nikolais Bruder Peter und dessen Familie gemeinsam flüchten. Nach einem kurzen Aufenthalt bei seinem Schwager, dem italienischen König Viktor Emanuel III., ließ sich Nikolai mit seiner Frau in der Nähe von Paris nieder.
1922 wurde er in Abwesenheit vom Parlament der Provisorischen Pri-Amur-Regierung zum Zaren ausgerufen.
Anfang 1929 starb er während eines Erholungsurlaubs an der französischen Riviera.

## Im Film
Im Historienfilm Nikolaus und Alexandra (1971) wird er von Harry Andrews verkörpert und 1974 in der Fernsehserie Sturz der Adler von John Phillips.